# Marina Canetti
Marina Canetti (Rio de Janeiro, 24 de janeiro de 1983) é uma jogadora brasileira de polo aquático.

## Carreira
Marina foi integrante da seleção nacional que disputou o Campeonato Mundial de Esportes Aquáticos de 2011 em Xangai, na China.
Em 2016 esteve representando a equipe que competiu nos Jogos Olímpicos do Rio e finalizou em oitavo lugar.